# Sternotomis thomsonii
Sternotomis thomsonii là một loài bọ cánh cứng trong họ Cerambycidae.